# Xanthodaphne tenuistriata
Xanthodaphne tenuistriata is een slakkensoort uit de familie van de Raphitomidae. De wetenschappelijke naam van de soort is voor het eerst geldig gepubliceerd in 1988 door Sysoev.